# Interregnum

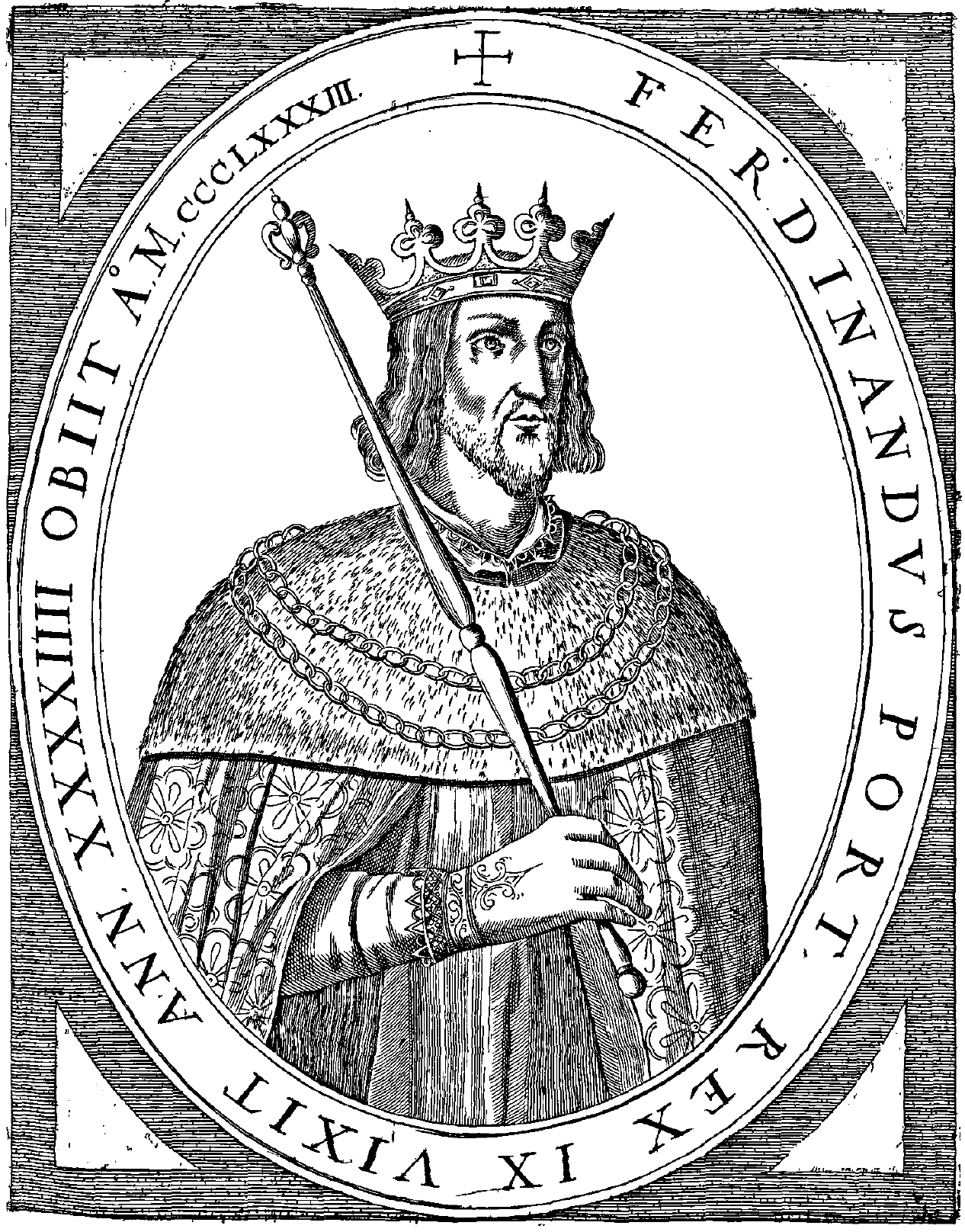
Der Tod Ferdinand I. löste das Portugiesische Interregnum aus

Interregnum (lateinisch für „Zwischenregierung“; Plural: Interregna) bezeichnet eine Übergangsregierung oder den Zeitraum, in dem eine solche herrscht; insbesondere in Wahlmonarchien die Zeit zwischen dem Abdanken oder Ableben eines Regenten und der Amtsaufnahme seines Nachfolgers.

## Bekannte Beispiele
In der Geschichte gibt es zahlreiche Beispiele für solche Phasen:
- Im chinesischen Altertum die Xin-Dynastie (das „Wang-Mang-Interregnum“ zwischen der westlichen und östlichen Han-Dynastie) in der Zeit von 9 bis 23 n. Chr.
- In Japan mit der Regentin Jingū in der Zeit von 201 bis 269.
- Im Römischen Reich die Regierung eines Interrex sowie die kaiserlose Zeit zwischen 465 und 467.
- Im Langobardenreich eingetretene königlose Zeit nach der Ermordung von Cleph im Jahre 574. Ende des Interregnums nach der Wahl von dessen Sohn Authari zum neuen König der Langobarden 584.
- In der Geschichte des Heiligen Römischen Reiches in etwa der Zeitraum von 1245/1250 (Absetzung bzw. Tod Friedrichs II.) bis zur Thronbesteigung Rudolfs von Habsburg im Jahre 1273, detaillierte Informationen siehe Interregnum (Heiliges Römisches Reich). Zudem das Interregnum von 1740 bis 1742, da das römisch-deutsche Königs- und Kaisertum Frauen wie Maria Theresia vorbehalten war.
- In der Geschichte Österreichs die Zeit zwischen dem Aussterben der männlichen Linie der Babenberger 1246 bis zur Wahl Ottokar Přemysls 1256 zum österreichischen Herzog. Die Habsburger, die nach dem Sieg Rudolf von Habsburgs in der Schlacht auf dem Marchfeld 1278 an die Macht kamen, erkannten die Herrschaft Ottokars allerdings nicht an, weshalb in vielen Quellen auch die Zeit zwischen 1256 und 1278 zum Interregnum gerechnet wird. Detaillierte Informationen siehe Österreichisches Interregnum.
- Das Brandenburgische Interregnum von 1319/1320 bis 1323.
- Fürstäbtissin Fides von Klingen († 28. Februar 1358 in Zürich)
- In der Geschichte Portugals die Zeit zwischen dem Aussterben des Hauses Burgund und der Thronbesteigung Johann von Avis, 1383 bis 1385.
- Das Osmanische Interregnum zwischen 1402 und 1413.
- In der Geschichte Aragoniens die Zeit zwischen dem Tode Martins I. und der Thronbesteigung Ferdinands I. (1410–1412).
- Im Wahlkönigtum Polen-Litauen die Zeit zwischen dem Ableben eines Königs und der Wahl eines neuen Königs. In dieser Zeit amtierte ein Interrex.[1]
- Das englische Interregnum 1649–1660, zwischen den Regierungsperioden von Charles I. und Charles II.
- In der niederländischen Geschichte die Herrschaft von Prinz Wilhelm VI. von Oranien-Nassau (1. Dezember 1813–16. März 1815) als Souverän, bevor dieser nach dem Wiener Kongress zum König Wilhelm I. ausgerufen wurde.
- Die Übergangswochen im Deutschen Bundestag mit einer geschäftsführenden Regierung oder offener demokratischer Entscheidungsfindung im Parlament zwischen zwei Perioden mit Koalitionsvertrag oder festen Regierungen werden manchmal als Interregnum bezeichnet, wie etwa nach der Bundestagswahl 2017 im Oktober, November und Dezember dieses Jahres.[2] Das Kontinuitätsprinzip nach Art. 69 des Grundgesetzes jedoch sichert anders als bei einer Übergangsregierung die Handlungsfähigkeit der Minister entsprechend der Geschäftsordnung der Bundesregierung und Artikel 65 Grundgesetz, neue Minister können jedoch nicht ernannt werden.[3]